# Vestido negro de Rita Hayworth

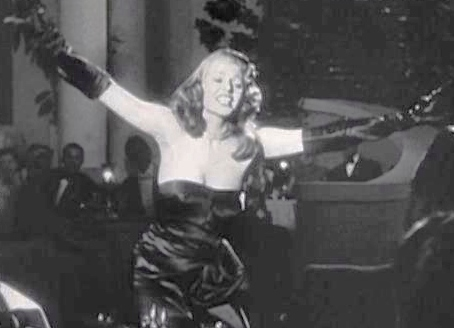
Rita Hayworth con el vestido negro en Gilda.

El vestido de noche negro que la actriz Rita Hayworth llevó en la película de 1946 Gilda, fue confeccionado por el diseñador de vestuario estadounidense Jean Louis, y usado para una de las escenas más famosas de la película, en la que el personaje de Gilda canta la canción «Put the Blame on Mame», improvisando un rápido estriptis, coreografiado por Jack Cole. El vestido ayudó a consolidar la imagen de la mujer fatal moderna, siendo universalmente reconocido como un icono de la moda y el cine del siglo XX. The Independent lo nombró como uno de los diez mejores momentos de la moda en una película.

## Historia
Jean Louis, diseñador de vestuario en la productora Columbia, colaboró con la actriz Rita Hayworth en nueve películas de 1945 a 1959. Louis está considerado un ingrediente esencial «en la fórmula que creó la imagen de Rita Hayworth».
Para crear el modelo para Gilda, Jean Louis se inspiró en el Retrato de Madame X, cuadro de John Singer Sargent mostrando una famosa socialité parisina decimonónica. Según la revista Life, el vestuario diseñado por Jean Louis para Rita Hayworth tenía un valor de sobre $60.000, una gran cifra para la época. Se dijo que el vestido fue pensado para ilustrar que la «sexualidad extrema» en las mujeres, frías o calientes, es una receta para la catástrofe.
En 1946, la imagen de Rita Hayworth como Gilda con el vestido negro fue impresa en la primera bomba nuclear en ser probada después de la Segunda Guerra Mundial, como parte de la Operación Crossroads. La bomba, "apodada" Gilda, fue decorada con una imagen copiada de una fotografía de Hayworth recortada del número de junio de 1946 de la revista Esquire. Arriba estaba escrito «Gilda» en letras negras de cincuenta centímetros.
En abril de 2009, el vestido fue vendido en la subasta de la finca de Forrest J. Ackerman. En la descripción del lote se especificó que el vestido todavía conservaba «una etiqueta de propiedad de la Columbia Pictures» y "Rita Hayworth" cosida por dentro. El precio inicial se estimó entre $30.000 y $50.000, pero el lote se retiró antes de llegar a la subasta. Más tarde, en septiembre de 2009, el vestido apareció misteriosamente en una subasta en eBay con un precio inicial de $30.000.
La famosa escena con el vestido negro ha sido referenciada en numerosas películas. Una de las más recordadas es una parodia cantada por Jessica Rabbit en la película de Disney ¿Quién engañó a Roger Rabbit? (1988), en que el personaje canta «Why Don't You Do Right?» al estilo de Rita Hayworth en Gilda. Para la 23.º película de la saga de James Bond, Skyfall (2012), la diseñadora de vestuario Jany Temime se inspiró en el vestido negro para crear un atuendo de la chica Bond, Sévérine.

## Diseño
El vestido es un modelo de noche en satén negro con escote recto sin tirantes, dejando los hombros y brazos desnudos. El vestido es largo y con una abertura lateral. En la escena en la que aparece, el vestido se acompaña con un par de guantes largos de satén hasta casi los hombros. El tejido de los guantes es idéntico al tejido del vestido; no hechos de satén elástico más barato.
Para llevar el vestido, Hayworth usó un corsé especial, porque hacía solo unos meses que había dado a luz a su primera hija, Rebecca, y aun no había recuperado totalmente la figura.